# 昇鎖条件
昇鎖条件（しょうさじょうけん、英: ascending chain condition; ACC）および降鎖条件（こうさじょうけん、英: descending chain condition; DCC）とは、ある代数的構造が満たす有限性に関する性質である。これらの性質を持つ代数的構造で最も代表的なものに、可換環のイデアルがある。昇鎖条件および降鎖条件は、ダフィット・ヒルベルト、エミー・ネーター、エミール・アルティンらが可換環の構造に関する理論を構築する上で、重要な役割を果たした。
昇鎖条件および降鎖条件それ自体は、いかなる半順序集合に対しても意味を持つような、抽象的な形式で表すことができる。この考え方は Gabriel–Rentschler による抽象代数の次元に関する理論において有用である。

## 定義
半順序集合 P において、任意の真の上昇列 a1 < a2 < a3 < ... が有限回で止まるときに昇鎖条件が成り立つと言う。この条件は次のようにも言い換えられる。任意の列
{\displaystyle a_{1}\leq a_{2}\leq a_{3}\leq \cdots }
に対して、ある自然数 n が存在して、
{\displaystyle a_{n}=a_{n+1}=a_{n+2}=\cdots }
が成り立つ。
同様に、半順序集合 P において、任意の真の下降列 a1 > a2 > a3 > ... が有限回で止まるときに降鎖条件が成り立つと言う。この条件は次のようにも言い換えられる。任意の列
{\displaystyle a_{1}\geq a_{2}\geq a_{3}\geq \cdots }
に対して、ある自然数 n が存在して、
{\displaystyle a_{n}=a_{n+1}=a_{n+2}=\cdots }
が成り立つ。